# Tōhei Kōichi

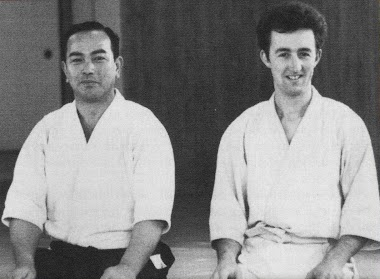
Đại sư Tōhei Kōichi và Alan Ruddock

Tōhei Kōichi (藤平光一 (Đằng Bình Quang Nhất) 20 tháng 1 năm 1920 - 19 tháng 5 năm 2011) là một võ sư 10-dan aikido, là người sáng lập Ki Society và theo đó là phong cách aikido của tổ chức, Shin Shin Toitsu Aikido (Aikido với tinh thần và thể xác hòa hợp), nhưng thường được biết đến với tên gọi Ki-Aikido.

## Aikido
Tōhei Kōichi sinh năm 1920 tại khu Shitaya (下谷区), nay thuộc Taitō, ở thủ đô Tokyo của Nhật Bản, ông tốt nghiệp ngành Kinh tế của Đại học Keio. Thuở nhỏ, Tōhei rất gầy gò, yếu ớt, do đó ông được cha mình cho theo tập judo. Ông tập luyện rất chăm chỉ và thể trạng tốt dần lên, nhưng ngay khi bắt đầu khóa học dự bị đại học tại trường Đại học Keio, ông bị viêm màng phổi và buộc phải nghỉ trong vòng một năm.
Tōhei buồn bã khi nghĩ đến việc mình sẽ lại yếu ớt như trước và mất đi sức mạnh cơ thể mà ông đã dày công tập luyện trong thời gian qua, vì vậy ông quyết định thay thế các bài tập của judo bằng các bài tập thiền và misogi, mà ông luyện tập tại Ichikukai Dojo ở Tokyo. Giống như khi học judo, Tōhei rèn luyện tinh thần của mình với sự hăng hái và nhanh chóng đạt được tiến bộ, cho dù lúc đó ông vẫn đang có vấn đề về sức khoẻ. Sau khi hồi phục, Tōhei bắt đầu tin rằng những nỗ lực của ông trong việc rèn luyện tinh thần và luôn nuôi dưỡng Ki (tinh thần) đã giúp ông lành bệnh và hồi phục sức khỏe. Cách suy nghĩ này đã trở thành tiền đề để ông phát triển phương pháp Kiatsu, một phương pháp vật lý trị liệu bằng cách dùng ngón tay kích thích Ki của người bệnh vận hành. Tōhei Kōichi diễn giải phương pháp này như là cách "mồi nước cho máy bơm", nhằm giúp cơ thể người bệnh tự lành.
Sau khi hồi phục, ông quay trở lại tập luyện judo. Nhưng sau những gì đã trải qua, ông nhận thấy việc rèn luyện tinh thần là rất quan trọng. Tōhei muốn nhiều hơn là chỉ tập thể lực. Mặc dù ông vẫn duy trì tập judo cho tới khi bắt đầu tập aikido, nhưng ông cho rằng judo không còn phù hợp với mục đích tập luyện của mình nữa.
Năm 1940, khi Tōhei 19 tuổi, huấn luyện viên judo của ông, Mori Shohei, đã giới thiệu Tōhei gặp người sáng lập ra môn võ aikido, Ueshiba Morihei. Theo lời ông kể, khi lần đầu gặp một huấn luyện viên aikido và có luyện tập qua lại vài đòn ở võ đường của thầy Ueshiba, ông đã nghi ngờ aikido và giá trị của môn võ này mang lại. Tuy nhiên, ý nghĩ này đã thay đổi khi Ueshiba bước vào võ đường và bắt đầu thực hiện các kỹ thuật của mình. Tōhei vẫn chưa thấy thuyết phục cho đến khi Ueshiba yêu cầu ông bước lên thảm và cố gắng tóm lấy mình. Mọi nỗ lực của Tōhei đều không thành công, và sau khi được chính Ueshiba chứng minh sự lợi hại của aikido, ông yêu cầu được đăng ký học môn võ này ngay lập tức.
Tōhei tiếp tục rèn luyện tinh thần cũng như cơ thể của mình với thiền định, misogi và aikido. Tohei luyện tập với thầy Ueshiba sáu tháng và sau đó ông được cử làm đại diện (dairi) để giảng dạy tại trường Shumei Okawa và học viện cảnh sát, mặc dù khi bắt đầu công việc giảng dạy, Tōhei chưa từng được chính thức được phong kyu hoặc dan. Sau khi nhập ngũ, Tohei đã được thầy Ueshiba thăng lên 5-dan.

## Trong thời chiến
Tháng 2 năm 1944, sau khi được huấn luyện về quân sự, Tōhei đã được giao nhiệm vụ dẫn đầu một đơn vị bộ binh tiến vào phần lãnh thổ của Trung Quốc, khi đó đang bị chiếm đóng. Thời điểm đó ông hiểu rằng, dưới sức mạnh của kẻ thù, việc giữ được sự tĩnh tâm tại một điểm duy nhất ở phần bụng dưới ("seika no itten") là rất quan trọng. Vì thiếu bác sĩ, Tōhei đã tự phát triển một phương pháp trị liệu đưa Ki ra thông qua đầu ngón tay, sau này ông gọi phương pháp này là Kiatsu.
Ông đã đi do thám hành tung phía Trung Quốc và bị mắc kẹt ở đó vào cuối chiến tranh cho đến khi hồi hương vào năm 1946. Tōhei đã nhiều lần phát biểu rằng các nguyên lý của Ki như "Khuếch trương Ki" và "Thả lỏng hoàn toàn" thực chất là để mọi việc thuận theo tự nhiên, và điều này đã giúp ông giữ được an toàn cho bản thân mình và 80 người dưới quyền.

## Sau chiến tranh.
Bắt đầu từ năm 1953, Tōhei chịu trách nhiệm mang aikido đến với phương Tây, chủ yếu là thông qua các chuyến đi giảng dạy ở Hawaii, cả ở lục địa Mỹ và châu Âu. Đây là lần đầu tiên Ueshiba—người sáng lập aikido—cho phép bộ môn võ đạo này được truyền bá ra ngoài Nhật Bản. Vì lý do đó, Hawaii đã trở thành trung tâm truyền bá aikido ở Hoa Kỳ, cho đến nay vẫn là nơi giữ vai trò quan trọng của Ki-Aikido.
Trong những năm tháng ở Aikikai, Tohei đã giảng dạy aikido cho nhiều shihan nổi tiếng như Tada Hiroshi, Arikawa Sadateru, Yamaguchi Seigo, Okumura Shigenobu, Chiba Kazuo, Yamada Yoshimitsu và Steven Seagal.
Năm 1969, Ueshiba yêu cầu Tōhei chấp nhận cấp bậc 10-dan, và ông đã đồng ý, trước đó Tōhei đã một vài lần từ chối nhận cấp bậc này. Trước đó, cấp bậc cao nhất trong Aikido là 8-dan, nhưng vì nhiều lý do cả về chuyên môn và chính trị, Ueshiba đã phong những cấp bậc cao hơn.

## Sự hình thành của Ki no Kenkyukai
Những sự kiện dẫn đến việc chia tách tổ chức chính aikido thành hai nhánh: nhánh Aikikai và nhánh của Tōhei được thổi bùng lên cùng với sự ra đi của sư tổ Ueshiba Morihei vào năm 1969. Con trai của sư tổ Ueshiba, Ueshiba Kisshomaru, đã thừa kế danh hiệu Doshu. Tại thời điểm sư tổ Ueshiba qua đời, Tōhei Kōichi đang là huấn luyện viên trưởng tại Hombu Dojo, trụ sở chính của nhánh Aikikai, chức vị cuối cùng mà Tōhei giữ cho đến khi tuyên bố chính thức tách khỏi nhánh Aikikai của mình vào năm 1974.
Một trong những nguyên nhân chính của sự xung đột này đến từ quan điểm của Tōhei trong việc nhấn mạnh về ki trong aikido. Tōhei muốn aikido tập trung vào những nguyên lý về ki, sử dụng việc tập luyện để tu dưỡng và kiểm tra ki trong quá trình thực hành aikido hàng ngày. Ông bắt đầu giảng dạy về những ý tưởng mới này trong các buổi huấn luyện của mình tại võ đường Hombu, nhưng phần lớn các giảng viên khác thì không. Có một số người đồng ý với phương pháp tiếp cận của Tōhei, nhưng Kisshomaru và phần lớn huấn luyện viên lâu năm đều không hoan nghênh hành động đó của ông. Họ không khuyến khích việc Tōhei giảng dạy những kỹ thuật và nguyên lý của mình tại võ đường Hombu. Trước quan điểm này, Tōhei đáp lại rằng ông có quyền giảng dạy những kiến thức này bên ngoài võ đường Hombu, điều mà ông đã làm sau đó.
Tuy nhiên, những căng thẳng vẫn tồn tại trong nội bộ các huấn luyện viên nòng cốt, những người không tán thành với phương pháp tập trung vào ki của Tōhei. Những căng thẳng đang sôi sục này cùng với sự không hài lòng với hoàn cảnh của Tōhei đã lên đến cực điểm vào năm 1971 khi ông sáng lập ra Ki no Kenkyukai, với mục đích đẩy mạnh sự phát triển và sự trau dồi của ki bên trong aikido nhưng bên ngoài sự kiểm soát của Aikikai. Sau nhiều năm xung đột, cuối cùng Tōhei đã quyết định tách khỏi hệ phái Aikikai và dạy aikido theo phong cách 'ki' của riêng mình. Vào ngày 1 tháng 5 năm 1974, Tōhei Kōichi đã chính thức rời khỏi tổ chức Aikikai để tập trung vào hệ phái mới sáng lập Ki-Aikido và tổ chức Ki no Kenkyukai của mình.
Vào ngày 15 tháng 5 năm 1974, Tōhei Kōichi gửi một lá thư bằng tiếng Anh và tiếng Nhật cho phần lớn võ đường trong cả Nhật Bản và nước ngoài, giải thích về lý do thầy rời đi và kế hoạch tương lai của thầy bao gồm Ki-aikido và Ki Society. Sự ra đi này đến như một cú sốc đối với tất cả môn sinh aikido trên khắp các võ đường trên thế giới. Tōhei rất được tôn trọng bởi nhiều huấn luyên viên và môn sinh. Ông đồng thời cũng được nhìn nhận như người thầy lỗi lạc nhất của Aikido kể từ khi sự ra đi của sư tổ Ueshiba. Việc rời đi của Tōhei theo đó cũng dẫn đến việc một vài võ đường cũng tách khỏi hệ phái Aikikai và tham gia cùng hệ phái mới của Tōhei. Mục tiêu mới của Tōhei lúc bấy giờ là phối hợp tất cả các võ đường đã tham gia cùng ông và hợp nhất chúng thành một tổ chức Shin Shin Toitsu Aikido: "Aikido với tinh thần và thể xác hòa hợp". Phân nhánh này của Aikido vẫn còn hoạt động đến ngày nay, mặc dù thầy Tōhei đã nghỉ hưu khỏi công việc quản lý hàng ngày của Ki-Aikido và sau đó chỉ còn tập trung vào Ki no Kenkyukai cũng như việc tự phát triển ki của bản thân.

### Những học trò nổi bật
Cả trước và trong suốt quá trình giữ chức huấn luyện viên trưởng tại võ đường Hombu, Tōhei Kōichi đã đào tạo được nhiều môn sinh Aikido danh tiếng. Một vài người trong số họ đã tạo ra những ảnh hưởng nhất định đối với aikido nói chung.
Trong số họ là:
- Koretoshi Maruyama, Nguyên huấn luyên viên trưởng và chủ tịch của Liên hiệp Ki, người đã sáng lập ra nhánh Aikido Yuishinkai của Aikido
- Shizuo Imaizumi (今泉鎮雄) – Đai đen 7 đẳng Aikido, người đã sáng lập ra nhánh Shin Budo Kai của Aikido
- Iwao Tamura (田村理事) (1938 to 2003) - Đai đen 9 đẳng Aikido, huấn luyện viên trưởng của Liên hiệp Ki Kanagawa và nằm trong ban giám đốc của Liên Hiệp Ki Nhật Bản
- Shinichi Suzuki, – Đai đen 9 đẳng Aikido, người đã lập ra Maui Aikido vào năm 1953, Okuden Ki Rank, nghỉ hưu khi đang là sĩ quan cấp thiếu tá tại sở cảnh sát Maui
- Takashi Nonaka, 9 đẳng Shin Shin Toitsu Aikido (1925 to 2016), – Đai đen 9 đẳng Aikido, bắt đầu tập luyện Aikido cùng thầy Koichi Toihei ở Hilo, Hawaii vào năm 1955. Ông đã từng đón tiếp sư tổ Morihei Ueshiba tại nhà riêng trong suốt chuyến viếng thăm của sư tổ Ueshiba đến Hawaii vào năm 1961.
- Calvin Tabata, – Đai đen 8 đẳng Aikido và là người sáng lập ra Liên Đoàn NW Ki. Ông đã đạt được Okuden Ki rank, là giảng viên chính thức trong Liên hiệp Ki và là huấn luyên trưởng của khóa học Personal Kiatsu School – một khóa học diễn ra 3 năm một lần hướng dẫn về phương pháp trị liệu day bấm với Ki và các nguyên lý Ki, được dạy bởi các huấn luyện viên của Oregon Ki Society Personal Kiatsu® School. Ông bắt đầu tập luyện Aikido tại Hawaii và là một môn sinh lâu năm của Liên hiệp Ki kể từ khi được sáng lập bởi thầy Koichi Tohei. Thầy Tabata vẫn đang giảng dạy ở vùng tây bắc Mỹ kể từ năm 1970. Ông đã thành lập Liên hiệp Ki Oregon, Oregon Ki Society, vào năm 1974 và khóa học Personal Kiatsu School vào năm 1993. (Oregon là 1 bang nằm ở phía tây bắc nước Mỹ)
- Koichi Kashiwaya, – Đai đen 8 đẳng Aikido, huấn luyên viên trưởng đồng thời là người sáng lập của Liên đoàn Ki Midland, Midland Ki Federation (MKF), cộng đồng của 27 võ đường trải khắp Mỹ, Canada và Brazil. (source: http://www.midlandki.org/kashiwaya.html)
- David E. Shaner, Đai đen 8 đẳng Aikido,[7] Huấn luyện viên trưởng của Liên Đoàn Ki Phương Đông, the Eastern Ki Federation, và là cố vấn cho Liên Đoàn Ki-aikido Đông Âu/Nga, the eastern Europe/ Russia Ki-aikido Federation.
- Ken Williams - Người sáng lập ra Liên Đoàn Ki-Akido Anh Quốc.
- Harry Kiyoshi Ishisaka, - Người sáng lập ra Orange County Aiki Kai tại California, Mỹ vào năm 1964.
- Kenjiro Yoshigasaki, – Đai đen 8 đẳng Aikido, người đi tiên phong trong việc phổ cập Ki-aikido ở châu âu và sáng lập ra tổ chức quốc tế Liên hiệp Ki No Kenkyukai, the independent Ki No Kenkyukai Association Internationate organization.
- Fumio Toyoda, Đai đen 6 đẳng Aikido, người sáng lập ra Liên Hiệp aikido của Mỹ, Aikido Association of America, và Liên hiệp Aikido quốc tế, Aikido Association International.
- Roy Y. Suenaka – Đai den 8 đẳng Aikido, người sáng lập ra Wadokai Aikido.
- Alan Ruddock,- Đai đen 6 đẳng Aikido, người đã giới thiệu Aikido đến Ireland và sáng lập ra Aiki no Michi.
- Shuji Maruyama - Người sáng lập ra Kokikai Aikido
- Steven Seagal, - Đai đen 7 đẳng Aikido, Diễn viên điện ảnh hành động người mỹ, một nhà sản xuất, một nhà biên kịch, đạo diễn, và một ca sĩ kiêm nhạc sĩ của dòng nhạc Blues.
- Kenji Ota[8], – đóng chính trong seri của hãng Panther Productions "Những video hướng dẫn thực hành Ki-aikido", cùng với đó ông cũng là một nhà vô địch khiêu vũ và là cha của một võ sư đai đen 5 đẳng aikido, Steve Ota
- Mitoshi Uyehara, Đai đen 3 đẳng Aikido, người sáng lập ra tạp chí Đai Đen, Blackbelt Magazine.
- Roderick T. Kobayashi, – Đai đen 6 đẳng Aikido, là một học trò của thầy Tohei từ năm 1957 đến 1981. Ông đã từng được đề bạt làm Chief Koshi và Okuden của tổng đàn Ki-aikido trong Liên Hiệp Ki vào năm 1973. Ông là người sáng lập ra một nhánh nhỏ của Aikido vào năm 1981, cái mà được ông đặt tên là Seidokan Aikido. Hệ thống tập luyện này ngay lập tức được thầy Toihei chấp thuận và ngày nay vẫn được truyền bá rộng rãi khắp thế giới 20 năm sau khi ông qua đời vào ngày 17 tháng 6 năm 1995.
- Jon Mamoru Takagi, - Đai đen 6 đẳng Aikido, người sáng lập ra Arizona Aikikai.
- Robert "Bob" Koga - Nguyên huấn luyện viên sử dụng vũ lực của sở cảnh sát Los Angeles, và là người sáng lập ra Hệ thống bắt giữ và kiểm soát Koga, Koga Arrest Control System.

## Qua đời
Tōhei Kōichi qua đời lúc 9 giờ 15 phút sáng theo giờ Nhật Bản (GMT+9) vào ngày 19 tháng 5 năm 2011, sau hai tuần nằm viện do cảm thấy khó chịu ở vùng ngực, mà sau đó được chẩn đoán là chứng viêm phổi. Wataru Hatakeyama, đại diện của Ki no Kenkyukai, phát biểu: "Ông đã được đưa vào phòng chăm sóc chuyên sâu (ICU) hai lần và đều trở ra ở phòng đa khoa nhờ vào sức mạnh ki của mình, tuy nhiên, sáng hôm đó tim của ông trở nên yếu dần và ông đã không qua khỏi."

## Câu nói nổi tiếng[10]
Đổ một ít nước vào chậu, rồi khuấy nó lên. Giờ, hãy thử dùng tay để làm nước lắng lại. Nhìn xem, bạn chỉ càng làm nó xáo động hơn mà thôi. Thay vào đó, cứ mặc kệ chúng, và quan sát cách mặt nước tự trở về trạng thái tĩnh lặng ban đầu. Tinh thần cũng hoạt động theo cách như vậy đó.
Sức mạnh tinh thần là vô hạn trong khi sức mạnh vật lý lại hữu hạn.
Nếu sức mạnh là chân lý, thì thế giới sẽ tự hủy diệt chính nó. Chúng ta cần xây dựng một thế giới mà ở đó, chân lý mới là sức mạnh.